# НХЛ у сезоні 1938—1939
НХЛ у сезоні 1938/1939 — 22-й регулярний чемпіонат НХЛ. Сезон стартував 3 листопада 1938. Закінчився фінальним матчем Кубка Стенлі 16 квітня 1939 між Бостон Брюїнс та Торонто Мейпл-Ліфс перемогою «Брюїнс» 3:1 в матчі та 4:1 в серії. Це друга перемога в Кубку Стенлі Бостона.

## Підсумкова турнірна таблиця
| # | Команда            | І  | В  | П  | Н  | ШЗ  | ШП  | Очки |
| - | ------------------ | -- | -- | -- | -- | --- | --- | ---- |
| 1 | Бостон Брюїнс      | 48 | 36 | 10 | 2  | 156 | 76  | 74   |
| 2 | Нью-Йорк Рейнджерс | 48 | 26 | 16 | 6  | 149 | 105 | 58   |
| 3 | Торонто Мейпл-Ліфс | 48 | 19 | 20 | 9  | 114 | 107 | 47   |
| 4 | Нью-Йорк Амеріканс | 48 | 17 | 21 | 10 | 119 | 157 | 44   |
| 5 | Детройт Ред-Вінгс  | 48 | 18 | 24 | 6  | 107 | 128 | 42   |
| 6 | Монреаль Канадієнс | 48 | 15 | 24 | 9  | 115 | 146 | 39   |
| 7 | Чикаго Блек Гокс   | 48 | 12 | 28 | 8  | 91  | 132 | 32   |

## Найкращі бомбардири
| Гравець          | Команда            | І  | Г  | П  | О  | ШХ |
| ---------------- | ------------------ | -- | -- | -- | -- | -- |
| Тоу Гектор Блейк | Монреаль Канадієнс | 48 | 24 | 23 | 47 | 10 |
| Свіні Шрінер     | Нью-Йорк Амеріканс | 48 | 13 | 31 | 44 | 20 |
| Білл Коулі       | Бостон Брюїнс      | 34 | 8  | 34 | 42 | 2  |
| Клінт Сміт       | Нью-Йорк Рейнджерс | 48 | 21 | 20 | 41 | 2  |
| Марті Беррі      | Детройт Ред-Вінгс  | 48 | 13 | 28 | 41 | 4  |
| Сіл Еппс         | Торонто Мейпл-Ліфс | 44 | 15 | 25 | 40 | 4  |
| Томмі Андерсон   | Нью-Йорк Амеріканс | 47 | 13 | 27 | 40 | 14 |
| Джонні Готтселіг | Чикаго Блек Гокс   | 48 | 16 | 23 | 39 | 15 |

## Плей-оф

### Попередній раунд
| - 21 березня. Н-Й Амеріканс - Торонто 0:4 - 23 березня. Торонто - Н-Й Амеріканс 2:0 Серія: Торонто - Н-Й Амеріканс 2-0 | - 21 березня. Детройт - Монреаль 0:2 - 23 березня. Монреаль - Детройт 3:7 - 26 березня. Монреаль - Детройт 0:1 ОТ Серія: Детройт - Монреаль 2-1 |

### Півфінали
| - 21 березня. Бостон - Н-Й Рейнджерс 2:1 3ОТ - 23 березня. Н-Й Рейнджерс - Бостон 2:3 ОТ - 25 березня. Н-Й Рейнджерс - Бостон 1:4 - 28 березня. Бостон - Н-Й Рейнджерс 1:2 - 30 березня. Н-Й Рейнджерс - Бостон 2:1 ОТ - 1 квітня. Бостон - Н-Й Рейнджерс 1:3 - 2 квітня. Н-Й Рейнджерс - Бостон 1:2 3ОТ Серія: Бостон - Н-Й Рейнджерс 4-3 | - 28 березня. Детройт - Торонто 1:4 - 30 березня. Торонто - Детройт 1:3 - 1 квітня. Детройт - Торонто 4:5 ОТ Серія: Торонто - Детройт 2-1 |

### Фінал
- 6 квітня. Торонто - Бостон 1:2
- 9 квітня. Торонто - Бостон 3:2 ОТ
- 11 квітня. Бостон - Торонто 3:1
- 13 квітня. Бостон - Торонто 2:0
- 16 квітня. Торонто - Бостон 1:3

Серія: Бостон - Торонто 4-1
Найкращий бомбардир плей-оф
| Гравець    | Клуб          | І  | Г | П  | О  |
| ---------- | ------------- | -- | - | -- | -- |
| Білл Коулі | Бостон Брюїнс | 12 | 3 | 11 | 14 |

## Призи та нагороди сезону
| Нагороди                 | Гравець          | Команда            |
| ------------------------ | ---------------- | ------------------ |
| Пам'ятний трофей Колдера | Френк Брімсек    | Бостон Брюїнс      |
| Пам'ятний трофей Гарта   | Тоу Гектор Блейк | Монреаль Канадієнс |
| Приз Леді Бінг           | Клінт Сміт       | Нью-Йорк Рейнджерс |
| Трофей Везини            | Френк Брімсек    | Бостон Брюїнс      |

| Нагорода               | Клуб               |
| ---------------------- | ------------------ |
| Приз принца Уельського | Бостон Брюїнс      |
| Приз О'Брайна          | Торонто Мейпл-Ліфс |
| Кубок Стенлі           | Бостон Брюїнс      |

## Команда всіх зірок
| Перша команда                        | Позиція              | Друга команда                      |
| ------------------------------------ | -------------------- | ---------------------------------- |
| Френк Брімсек, Бостон Брюїнс         | Воротар              | Ерл Робертсон, Нью-Йорк Амеріканс  |
| Едді Шор, Бостон Брюїнс              | Захисник             | Ерл Зайберт, Чикаго Блек Гокс      |
| Діт Клеппер, Бостон Брюїнс           | Захисник             | Арт Култер, Нью-Йорк Рейнджерс     |
| Сіл Еппс, Торонто Мейпл-Ліфс         | Центральний нападник | Ніл Колвілл, Нью-Йорк Рейнджерс    |
| Горді Дріллон, Торонто Мейпл-Ліфс    | Правий нападник      | Боббі Бауер, Бостон Брюїнс         |
| Тоу Гектор Блейк, Монреаль Канадієнс | Лівий нападник       | Джонні Готтселіг, Чикаго Блек Гокс |
| Арт Росс, Бостон Брюїнс              | Тренер               | Ред Даттон, Нью-Йорк Амеріканс     |

## Дебютанти сезону
Список гравців, що дебютували цього сезону в НХЛ.
- Рой Конахер, Бостон Брюїнс
- Френк Брімсек, Бостон Брюїнс
- Еб Де Марко, Чикаго Блек Гокс
- Дон Гроссо, Детройт Ред-Вінгс
- Сід Абель, Детройт Ред-Вінгс
- Джек Стюарт, Детройт Ред-Вінгс

## Завершили кар'єру
Список гравців, що завершили виступати в НХЛ.
- Расс Блінко, Чикаго Блек Гокс
- Пол Томпсон, Чикаго Блек Гокс
- Лоренс Норткотт, Чикаго Блек Гокс
- Алекс Левінскі, Чикаго Блек Гокс
- Боб Грейсі, Чикаго Блек Гокс
- Ларрі Орі, Детройт Ред-Вінгс
- Гербі Льюїс, Детройт Ред-Вінгс
- Дейв Троттьє, Детройт Ред-Вінгс
- Бейб Сіберт, Монреаль Канадієнс
- Джиммі Ворд, Монреаль Канадієнс